# John F. Lewis

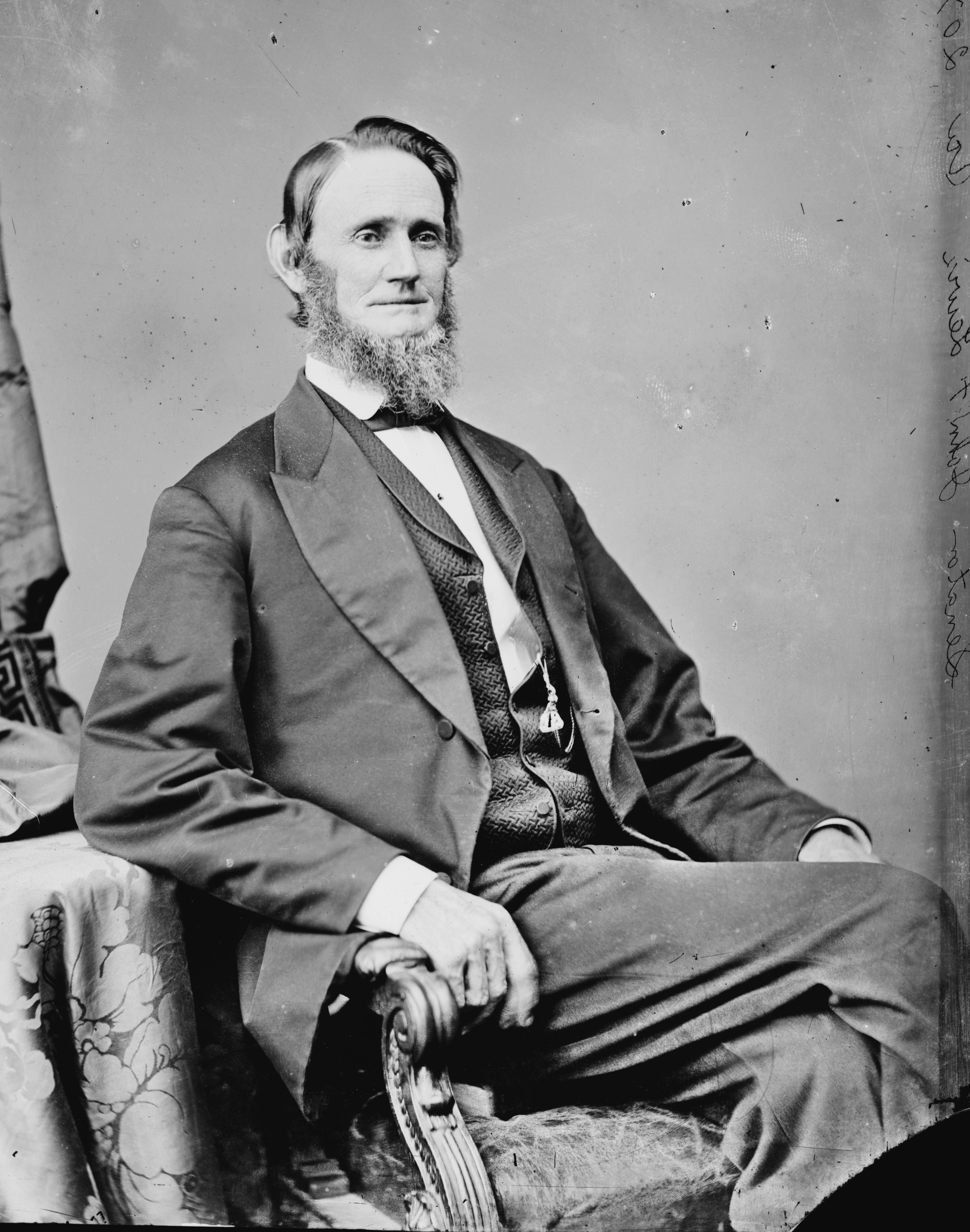
John F. Lewis

John Francis Lewis (* 1. März 1818 im Rockingham County, Virginia; † 2. September 1895 ebenda) war ein US-amerikanischer Politiker (Republikanische Partei). Er gehörte dem US-Senat als Vertreter des Bundesstaates Virginia an und war dessen Vizegouverneur.
John F. Lewis kam auf der Lynnwood-Plantage im ländlichen Rockingham County zur Welt. Dort besuchte er auch die Schule, ehe er sich als junger Mann in der Landwirtschaft betätigte. 1842 heiratete er Serena Helen Sheffey, mit der er sechs Kinder großzog.
Kurz vor Beginn des Bürgerkrieges nahm Lewis am Sezessionskonvent von Virginia teil, setzte aber nicht seine Unterschrift unter das Dokument, das die Sezession besiegelte. Nachdem er loyal zur Union geblieben war, bewarb er sich 1865 auch als Kandidat der Union Party für einen Sitz im US-Repräsentantenhaus, scheiterte jedoch.
Von Oktober 1869 bis Januar 1870 amtierte Lewis erstmals als Vizegouverneur von Virginia. Er legte sein Amt nieder, als Virginia wieder vollständige politische Rechte erlangt hatte, und vertrat seinen Staat ab dem 26. Januar 1870 im US-Senat. Dort verblieb er bis zum 3. März 1875. Zur Wiederwahl trat er nicht an.
Lewis verließ Washington, D.C. wieder. In Virginia wurde er von den US-Präsidenten Ulysses S. Grant und Rutherford B. Hayes zum US Marshal für den westlichen Distrikt des Bundesstaates berufen. Er übte dieses Amt von 1875 bis zu seinem Rücktritt 1882 aus. Nach der erneuten Wahl zum Vizegouverneur verblieb er von 1881 bis 1886 auf diesem Posten, ehe er sich aus der Politik zurückzog. John Lewis starb 1895 auf der Lynnwood-Plantage und wurde auf dem Familienfriedhof beigesetzt.